# Temporal del centro y sur de Chile de 2014
El temporal del centro y sur de Chile de 2014 fue un temporal de fuertes lluvias y vientos que se produjo desde la noche del día 27 de mayo de 2014 con fuertes precipitaciones caídas, en ese día en las regiones del Biobío y Araucanía, y que desde el 29 de mayo hacia adelante comienza a afectar a gran parte del país, siendo las regiones más afectadas las del Biobío, Araucanía, Los Ríos, Los Lagos y Aisén, por otra parte las regiones de Coquimbo, Valparaíso, Metropolitana de Santiago, O'Higgins y Maule también han sido moderadamente golpeadas por el termporal, que también afecta, en menor medida, a las regiones de Atacama, y Magallanes.

## Lluvias
Hasta el momento el temporal se ha compuesto de 3 sistemas frontales, el primero afectó entre el 29 de mayo, de manera leve ese día, y continúa hasta la fecha en la zona sur del país, principalmente entre las regiones del Biobío y Aisén, cabe mencionar que este sistema frontal aún no se retira provocando lluvias fuertes algunos días y débiles otros días. El segundo corresponde a un sistema frontal que ingresó el día 6 de junio durante la madrugada y afectó el sector centro del país hasta la madrugada del 9 de junio. Por su parte el tercer sistema frontal ingresa el día 11 de junio, afectando la misma zona que el segundo.
- Martes 27 de mayo: Biobío y Araucanía.
- Miércoles 28 de mayo: Maule, Biobío, Araucanía, Los Ríos, Los Lagos, Aisén y Magallanes.[4]
- Jueves 29 de mayo: Araucanía, Los Ríos y Los Lagos.
- Viernes 30 de mayo: Los Lagos y Aisén.
- Sábado 31 de mayo: Los Ríos, Los Lagos y Aisén.
- Domingo 1 de junio: Los Ríos, Los Lagos y Aisén.
- Lunes 2 de junio: Maule, Biobío, Araucanía, Los Ríos, Los Lagos y Aisén.
- Martes 3 de junio: Coquimbo, Valparaíso, Metropolitana, O'Higgins, Maule, Biobío, Araucanía, Los Ríos, Los Lagos, Aisén y Magallanes.
- Miércoles 4 de junio: Coquimbo, Valparaíso, Metropolitana, O'Higgins, Maule, Biobío, Araucanía, Los Ríos, Los Lagos, Aisén y Magallanes.
- Jueves 5 de junio: Biobío, Araucanía, Los Ríos, Los Lagos y Aisén.
- Viernes 6 de junio: Atacama, Coquimbo, Valparaíso, Metropolitana, O'Higgins, Maule, Biobío, Araucanía, Los Ríos, Los Lagos y Aisén.
- Sábado 7 de junio: Coquimbo, Valparaíso, Metropolitana, O'Higgins, Maule, Biobío, Araucanía, Los Ríos, Los Lagos y Aisén.
- Domingo 8 de junio: Valparaíso, Metropolitana, O'Higgins, Maule, Biobío, Araucanía, Los Ríos y Los Lagos.
- Lunes 9 de junio: Los Ríos, Los Lagos, Aisén y Magallanes.
- Martes 10 de junio: Biobío, Araucanía, Los Ríos, Los Lagos, Aisén y Magallanes.
- Miércoles 11 de junio: Coquimbo, Valparaíso, Metropolitana, O'Higgins, Maule, Biobío, Araucanía, Los Ríos, Los Lagos, Aisén y Magallanes.
- Jueves 12 de junio: Atacama, Coquimbo, Valparaíso, Metropolitana, O'Higgins, Maule, Biobío, Araucanía, Los Ríos, Los Lagos, Aisén y Magallanes.
- Viernes 13 de junio: Biobío, Araucanía, Los Ríos, Los Lagos y Magallanes.
- Sábado 14 de junio: Biobío, Araucanía, Los Ríos, Los Lagos y Aisén.
- Domingo 15 de junio: Biobío, Araucanía, Los Ríos, Los Lagos, Aisén y Magallanes.
- Lunes 16 de junio: Los Ríos, Los Lagos, Aisén y Magallanes.
- Martes 17 de junio: Araucanía, Los Ríos, Los Lagos y Aisén.
- Miércoles 18 de junio: Los Lagos y Aisén.

Pronóstico
Si bien durante los últimos días la lluvia comenzó a declinar, la Alerta sigue por parte de la ONEMI y se prevé que a partir del sábado 21 vuelva a llover en gran parte de la zona perjudicada.

## Emergencia

### Alerta Temprana Preventiva
El día 27 de mayo la ONEMI declaró "Alerta Temprana Preventiva" para la región del Biobío, situación que se mantuvo hasta el día 30 de mayo, ese mismo día se decretó la "Alerta Temprana Preventiva" para la región del Maule por el paso del mismo sistema frontal situación que se mantuvo hasta el 30 de mayo. El 28 de mayo a las 21:08 horas, la ONEMI declara "Alerta Temprana Preventiva" para las comunas de Mariquina, Valdivia, Corral y La Unión por las fuertes marejadas producidas por el temporal. Este mismo día se declaró "Alerta Temprana Preventiva" para la región de la Araucanía producto del sistema frontal, situación que se mantuvo hasta el día 30 de mayo. El 28 de mayo se declara "Alerta Temprana Preventiva" en la región Metropolitana de Santiago, de O'Higgins, Maule y Biobío, la alerta se mantuvo hasta el día 30 de mayo. Este mismo día también se decretó "Alerta Temprana Preventiva" en la región de Aisén El 30 de mayo a las 17:10 horas la ONEMI declara "Alerta Temprana Preventiva" en la región de los Ríos, situación que se mantiene hasta el día de hoy
La ONEMI declaró el día 31 de mayo "Alerta Temprana Preventiva" en las regiones de Los Lagos y Aisén. El día 2 de junio "Alerta Temprana Preventiva" para las regiones de Coquimbo, Valparaíso, Metropolitana, O'Higgins, Maule, Biobío, Araucanía y Los Ríos.
El 6 de junio la ONEMI declara "Alerta Temprana Preventiva" en la región de Valparaíso por el sistema frontal, situación que se mantuvo hasta el día 10 de junio; ese mismo día se declara "Alerta Temprana Preventiva" en la región Metropolitana de Santiago, situación que se mantuvo vigente hasta el día 13 de junio. El 7 de junio se declara "Alerta Temprana Preventiva" en la región de Atacama debido a las fuertes marejadas en las comunas costeras de la región y los fuertes vientos en las del interior, la situación se mantuvo hasta el 9 de junio. El 8 de junio la ONEMI declaró "Alerta Temprana Preventiva" para toda la región de O'Higgins. El 9 de junio la ONEMI decreta "Alerta Temprana Preventiva" en la región de Coquimbo, que está siendo afectada por el temporal, la situación se mantuvo vigente hasta el día 13 de junio. El 10 de junio se declara nuevamente "Alerta Temprana Preventiva" en la región de Valparaíso, situación que se mantuvo hasta el 14 de junio; ese mismo día se declaró "Alerta Temprana Preventiva" para la región de Atacama, situación que se mantuvo hasta el 13 de junio; por otra parte, también se declaró "Alerta Temprana Preventiva" en la región de O'Higgins que se mantuvo hasta el 13 de junio. El 12 de junio se declara nuevamente "Alerta Temprana Preventiva" en la región de Valparaíso.
Entidades bajo Alerta Temprana Preventiva al 13 de junio
- Región de Valparaíso, desde el 12 de junio.

### Alerta Amarilla
El 30 de mayo se declara "Alerta Amarilla" en la región de los Ríos. El día 1 de junio la ONEMI declara "Alerta Amarilla" para la región de Aisén, situación que se mantiene hasta el día de hoy. El 2 de junio se declara "Alerta Amarilla" para la región de los Lagos, situación que se mantiene hasta el día de hoy, con excepción de las comunas de Río Negro y Puerto Montt, ambas con "Alerta Rojas". El día 3 de junio las regiones de Biobío, Araucanía, y las comunas de La Ligua, Papudo, Zapallar, Puchuncaví, Quintero, Concón, Viña del Mar, Valparaíso, Casablanca, Algarrobo, El Quisco, El Tabo, Cartagena, San Antonio y Santo Domingo de la región de Valparaíso. El día 9 de junio a las 23:13 horas la ONEMI declara "Alerta Amarilla" para la región de la Araucanía, situación que se mantiene hasta el día de hoy. El 13 de junio la ONEMI declara "Alerta Amarilla" para la comuna de Vichuquén debido al sistema frontal, situación que se mantiene al día de hoy El 11 de junio se declara "Alerta Amarilla" para las comunas de La Florida, La Reina, Las Condes, Lo Barnechea, Peñalolén, San José de Maipo y Tiltil en la región Metropolitana, alerta que se mantuvo hasta el día 13 de junio. El 16 de junio se levanta la "Alerta Amarilla" para las regiones del Biobío, Los Ríos y Aysén, que se mantenían desde el 3 de junio, 30 de mayo y 1 de junio respectivamente.
Entidades bajo Alerta Amarilla
- Región de los Lagos, desde el 2 de junio.
- Región de la Araucanía, desde el 9 de junio.
- Comuna de Vichuquén, desde el 13 de junio.

### Alerta Roja
El día 3 de junio la ONEMI declara a la comuna de Río Negro, de la región de los Lagos, bajo "Alerta Roja" producto de la grave inundación que afectó a, por lo menos, 1000 personas. El día 9 de junio a las 10:00 horas la ONEMI declara a la comuna de Puerto Montt, de la región de los Lagos, en "Alerta Roja". El día 10 de junio a las 22:00 horas la ONEMI declara a las comunas de Alto Biobío y Lebu, ambas de la región del Biobío bajo "Alerta Roja" producto de los efectos del temporal en ellas, la primera completamente aislada por las nevazones y la segunda totalmente anegada por las lluvias.
El 12 de junio la ONEMI declara "Alerta Roja" para la comuna de Lonquimay en la Región de la Araucanía por las graves nevadas que afectan a la población.
Entidades bajo Alerta Roja al 13 de junio
- Comuna de Río Negro, desde el 3 de junio.
- Comuna de Puerto Montt, desde el 9 de junio.
- Comuna de Alto Biobío, desde el 10 de junio.
- Comuna de Lebu, desde el 10 de junio.
- Comuna de Lonquimay, desde el 12 de junio.

### Emergencia Agrícola
El día 9 de junio debido a las fuertes nevazones en la cordillera de la región de la Araucanía la presidenta de la República Michelle Bachelet decide decretar "Estado de Emergencia Agrícola" para las comunas de Angol, Carahue, Collipulli, Cunco, Curacautín, Curarrehue, Lonquimay, Los Sauces, Lumaco, Melipeuco, Pucón, Purén, Vilcún y Villarrica. El día 12 de junio se declara "Emergencia Agrícola" en 13 comunas de la región de los Lagos.
Entidades bajo Emergencia Agrícola
- Comuna de Angol, desde el 9 de junio.
- Comuna de Carahue, desde el 9 de junio.
- Comuna de Collipulli, desde el 9 de junio.
- Comuna de Cunco, desde el 9 de junio.
- Comuna de Curacautín, desde el 9 de junio.
- Comuna de Curarrehue, desde el 9 de junio.
- Comuna de Lonquimay, desde el 9 de junio.
- Comuna de Los Sauces, desde el 9 de junio.
- Comuna de Lumaco, desde el 9 de junio.
- Comuna de Melipeuco, desde el 9 de junio.
- Comuna de Pucón, desde el 9 de junio.
- Comuna de Purén, desde el 9 de junio.
- Comuna de Vilcún, desde el 9 de junio.
- Comuna de Villarrica, desde el 9 de junio.
- Comuna de Calbuco, desde el 12 de junio.
- Comuna de Fresia, desde el 12 de junio.
- Comuna de Frutillar, desde el 12 de junio.
- Comuna de Los Muermos, desde el 12 de junio.
- Comuna de Maullín, desde el 12 de junio.
- Comuna de Osorno, desde el 12 de junio.
- Comuna de Puerto Montt, desde el 12 de junio.
- Comuna de Puerto Octay, desde el 12 de junio.
- Comuna de Purranque, desde el 12 de junio.
- Comuna de Puyehue, desde el 12 de junio.
- Comuna de Río Negro, desde el 12 de junio.
- Comuna de San Juan de la Costa, desde el 12 de junio.
- Comuna de San Pablo, desde el 12 de junio.

### Zona de Catástrofe
Finalmente, tras 12 días de lluvias en dichas zonas, el 9 de junio la presidenta de la república Michelle Bachelet, en conjunto con los ministros Rodrigo Peñailillo, Helia Molina, Carlos Furche, Fernanda Villegas, Paulina Saball, Andrés Gómez-Lobo y Alberto Undurraga, de los ministerios de Interior, Salud, Agricultura, Desarrollo Social, Vivienda, Transportes,  y Obras Públicas respectivamente, declara la "Zona de Catástrofe" en las provincias de Osorno, Llanquihue y Chiloé, todas de la región de los Lagos debido a la gran cantidad de damnificados y problemas generados por la lluvia.
Entidades bajo Zona de Catástrofe al 13 de junio
- Provincia de Chiloé, desde el 9 de junio.
- Provincia de Llanquihue, desde el 9 de junio.
- Provincia de Osorno, desde el 9 de junio.

## Damnificados
A las 8:30 horas del día 4 de junio se contabilizaban 2 viviendas destruidas, 1 en Biobío y 1 en Los Lagos, y 280 viviendas con daño mayor no habitable dejando a 1026 personas damnificadas (no están contabilizadas las afectadas por la inundación de Río Negro) concentrados en las regiones de Valparaíso, O'Higgins, Biobío y Los Lagos; y 1411 viviendas con daño menor en las regiones de Valparaíso, O'Higgins, Biobío, Araucanía y Los Lagos. A las 12:30 horas del día 8 de junio se contabilizaban 12 viviendas destruidas en las regiones de Biobío y Los Lagos, 3619 damnificadas y 16 726 personas aisladas. Por otro lado la misma institución gubernamental informó que hay 13 948 afectados con daños menores en sus viviendas.
Para el día 8 de junio a las 07:30 horas, la ONEMI en conjunto con las distintas municipalidades correspondientes informaban de 3619 personas damnificadas, todas ubicadas en las regiones de Valparaíso, O'Higgins, Maule, Biobío y Los Lagos; otras 9522 personas aisladas por anegamientos y cortes de ruta; en materia de energía eléctrica, se mantenían 15 094 cliente, equivalentes a 71 200 personas, sin este servicio. Por otra parte se contabilizan 12 viviendas totalmente destruidas y 145 viviendas con daño mayor no habitable.

## Zonas afectadas

### Región de Atacama
Al 6 de junio la región no presentaba mayores problemas a la población.
En la comuna de Copiapó el 6 de junio se procedió a cerrar el Paso San Francisco debido a las fuertes nevazones en la zona.
En la comuna de Tierra Amarilla el 12 de junio el municipio decide suspender las clases.
En la comuna de Vallenar el 12 de junio el municipio decide suspender las clases.
En la comuna de Freirina el 12 de junio se registra a 1 persona albergada producto de la destrucción total de su vivienda, otras 68 viviendas del sector se vieron también afectadas; debido a los problemas, el municipio decide suspender las clases.
En la comuna de Huasco el 12 de junio el municipio decide suspender las clases.
En la comuna de Alto del Carmen el 12 de junio el municipio decide suspender las clases.

### Región de Coquimbo
Al 6 de junio la región no presentaba mayores problemas a la población. El 14 de junio a las 21:00 horas la ONEMI lanzó un informe en el cual se indicaba que 1.290 personas se encontraban afectadas en toda la región.
En la Conurbación La Serena-Coquimbo se presentan graves anegamientos en las calles durante los días en las que fue afectada por el temporal. En la comuna de La Serena el 12 de junio el municipio decide suspender las clases en todos los colegios y niveles; ese mismo día se abre un albergue en el cual se refugian 5 afectados. En la comuna de Coquimbo el 12 de junio el municipio decide abrir un albergue para los 6 afectados por la lluvia; por la tarde se decide suspender las clases.
En la comuna de Vicuña los días 4 y 5 de junio se registraron cortes de energía eléctrica en diversos sectores. El 5 de junio se procedió a cerrar el Paso Aguas Negras producto de la gran cantidad de nieve caída.
En la comuna de Ovalle el 12 de junio 7 personas resultan afectadas tras el anegamiento de las 2 viviendas correspondientes por lo que son albergadas en el Gimnasio Municipal.
En la comuna de Punitaqui el 4 de junio se registraron cortes de electricidad en diversos sectores. El 5 de junio se mantenía el corte de electricidad en diversos puntos de la comuna.
En la ciudad de Illapel el 13 de junio se corta el suministro de agua potable debido a la turbiedad del río que abastece a la empresa sanitaria afectando a más de 80.000 personas en toda la ciudad, tras esto el municipio decide suspender las clases en toda la comuna; la situación se mantuvo gran parte del día 14 de junio.
En la comuna de Canela el día 4 de junio se registró un corte general de suministro eléctrico afectando a alrededor de 10.000 personas.

### Región de Valparaíso
Al 6 de junio se registraban 113 personas damnificadas en toda la región, otras 26 evacuadas. Se contabilizaron 4 viviendas con graves daños.
En el Gran Valparaíso el día 3 de junio se reportaron anegamientos en las principales calles del área y en todo el centro de la comuna de Viña del Mar, se mantuvieron cerrados 2 hospitales durante todo el día, y el día posterior, producto de las inundaciones en su primer piso, el Hospital Gustavo Fricke de Viña del Mar y el Hospital de Quilpué de la comuna homónima, y apagones en las comunas de Quilpué, Valparaíso y Viña del Mar el día 3 de junio. En el ámbito deportivo tras la falsa información de damnificados en el Estadio Elías Figueroa Brander de Valparaíso, la Asociación Nacional de Fútbol Profesional de Chile confirma la realización del partido amistoso entre Chile e Irlanda del Norte a las 20:00 horas del día 4 de junio, increíblemente el estadio de fútbol también fue afectado por el temporal que, igualmente, está previsto para realizar el partido. El 6 de junio se registran 109 personas damnificadas en toda el área metropolitana producto del temporal según informaciones de la ONEMI regional a las 16:30 horas del día 6 de junio. En la comuna de Valparaíso el 3 de junio se registran 7 familias, compuestas de 17 personas, evacuadas al Estadio O'Higgins debido a la filtración de agua en sus viviendas; el 4 de junio durante la madrugada se informa de 2 viviendas con daño mayor dejando a 4 damnificados, y al menos 100 personas sin electricidad; el 7 de junio debido a las fuertes precipitaciones se comienzan a entregar sacos de defensa fluvial a los damnificados por el incendio del mes pasado; el 11 de junio se habilitan 2 albergues en la comuna; el 12 de junio se registra un local comercial gravemente dañado producto del deslizamiento de tierra en el cerro El Litre dejando a 5 damnificados laborales. En la comuna de Viña del Mar, el mismo día, se registraron anegamientos en un supermercado Líder y en los centros comerciales de Mall Espacio Urbano y Mall Marina Arauco; el 4 de junio se evacuó a 9 personas de sus viviendas debido a la rotura de un ducto de aguas lluvias en calle Bellavista, esto en consideración del semicolapso de un muro que podría afectar a viviendas vecinas; el 7 de junio un deslizamiento de tierra provocó el corte de la Avenida Borgoño en el Quinto Sector de Reñaca. En Quilpué el 3 de junio se informa de una vivienda con graves daños producto de la caída de un árbol sobre esta, se registraron 4 damnificados, 1 adulto y 3 menores.
En la comuna de Puchuncaví el 4 de junio se informó de 1 vivienda gravemente dañada tras la caída de un árbol dejando a 4 personas damnificadas.
En la comuna de Los Andes el fronterizo Paso Los Libertadores se mantiene cerrado desde el 3 de junio producto de las nevadas. El 5 de junio se reabre el Paso Los Libertadores. El 6 de junio se vuelve a cerrar el Paso Los Libertadores hasta el 10 de junio. El 12 de junio nuevamente se cierra el Paso hasta las 14:30 horas del día siguiente.
En la comuna de Cartagena el 4 de junio se informó de un corte de suministro eléctrico en gran parte de la comuna.
En la comuna de Quillota el 12 de junio el municipio decide suspender la clases debido a la gran cantidad de precipitaciones caídas.
En la comuna de Olmué el 12 de junio se interrumpió el tránsito en la Ruta F-10-G debido a la acumulación de nieve en el sector.

### Región Metropolitana de Santiago
En la ciudad de Santiago de Chile el día 3 de junio la caída del agua lluvia provocó el anegamiento de importantes vías de la capital del país, la Avenida Libertador General Bernardo O'Higgins, la Gran Avenida José Miguel Carrera, la Avenida Grecia y la Avenida Santa Rosa fueron las más afectadas; por otra parte el Metro de Santiago sufrió un importante incremento de pasajeros, producto de la lluvia y de los problemas y retrasos que se presentaron en los buses urbanos que abastecen la ciudad debido de la falla de semáforos y anegamientos de las calles, las líneas 4 y 5 mantuvieron un tránsito lento en sus trenes producto del agua en sus vías, también se registró la congestión de pasajeros en las estaciones Baquedano, Los Héroes y Tobalaba, combinaciones hacia otras líneas de la red, literalmente el tránsito de la capital fue un completo caos gracias a las lluvias, tanto así, que el tiempo de viaje se duplicó, e incluso, triplicó en algunos casos, en el Estadio Víctor Jara se registraron al menos 300 personas, en calidad de calle, refugiados en el recinto. El 12 de junio se vivieron anegamientos menores en distintos y múltiples puntos de la capital chilena. Parte de la comuna de Renca el 4 de junio se ve afectada por un corte de energía eléctrica, alrededor de 22 300 personas sufren del apagón. En la comuna de La Reina el 6 de junio gran parte de la comuna se ve afectada por un corte de electricidad producido por la caída de ramas sobre el tendido eléctrico; el 11 de junio se declara "Alerta Amarilla" en la comuna. En la comuna de Lo Prado el 6 de junio se registra un corte general de electricidad en toda la comuna. En Ñuñoa el 6 de junio se informa de cortes de luz en diversos sectores. En la comuna de Quinta Normal el 6 de junio se informa de cortes de suministro eléctrico. En la comuna de Cerro Navia el 6 de junio se informa de cortes de luz en diferentes sectores de la comuna. En la comuna de El Bosque el 9 de junio se registraron 8 viviendas con daños mayores y 18 con daños menores debido a inundaciones tras el colapso de colectores de aguas servidas dejando a 30 personas damnificadas y 60 afectadas. En La Florida el 11 de junio se declara "Alerta Amarilla" en toda la comuna; el 12 de junio se registra 1 vivienda con daño mayor y 3 personas damnificadas. En Peñalolén el 11 de junio se declara "Alerta Amarilla" en toda la comuna. En Las Condes el 11 de junio se declara "Alerta Amarilla" en toda la comuna. En Lo Barnechea el 11 de junio se declara "Alerta Amarilla" en toda la comuna. En la comuna de Recoleta el 12 de junio se presentan graves anegamientos en las calles debiendo cortar y desviar el tránsito. En la comuna de Conchalí el 12 de junio se informa de graves anegamientos en las principales calles y avenidas del sector oeste.
En la comuna de San José de Maipo la madrugada del 4 de junio se cerró el tránsito por la Ruta G-27 entre los kilómetros 17 y 20 gracias a los desprendimientos de tierra sobre la carretera, no se registraron personas lesionadas en la emergencia. El 11 de junio se declara "Alerta Amarilla" en la comuna.
En la comuna de Tiltil el 6 de junio se registran 74 personas, todos pasajeros de 3 buses interurbanos y vehículos particulares, aisladas en la Cuesta La Dormida en el kilómetro 10 producto de la cantidad de nieve caída en el sector, las personas fueron rescatadas y trasladadas a la ciudad de Tiltil la mañana del 7 de junio. El 11 de junio se declara "Alerta Amarilla" en toda la comuna.

### Región de O'Higgins
Al 7 de junio la región registraba 33 personas damnificadas y 10 viviendas gravemente dañadas.
En la ciudad de Rancagua el 7 de junio se reportaron cortes de electricidad en distintos sectores de la comuna de Rancagua. En la comuna de Machalí la empresa CODELCO procedió a limpiar el camino a la Mina El Teniente desde el kilómetro 18 debido a las nevazones, las cuales también llegaron a la zona urbana.
En la comuna de Las Cabras el 4 de junio el municipio informó de 3 viviendas gravemente dañadas y 14 damnificados, todo se produjo por la caída de un árbol sobre la casa.
En la comuna de Coltauco el 6 de junio se reportó un corte general de luz en toda la comuna.
En la comuna de Doñihue el 6 de junio se informó de un corte de electricidad en los sectores poniente de la comuna.
En la comuna de Graneros el 7 de junio se registraron cortes de electricidad en varios puntos de la comuna.
En la comuna de Mostazal el 7 de junio se registraron cortes de electricidad en varios puntos de la comuna.
En la comuna de Olivar el 12 de junio el municipio informa de interrupciones en las rutas por derrumbes menores.
En la comuna de San Fernando el 4 de junio se registraron 8.600 personas sin electricidad en diferentes sectores de la comuna.
En la comuna de Nancagua, el 4 de junio se reportó 1 vivienda con daño mayor y 5 damnificados en el sector de Santa Ana debido a la acumulación de aguas lluvias que inundó su hogar.
En la comuna de Chépica el 7 de junio se reportaron cortes de electricidad en toda la comuna.
En la comuna de Chimbarongo el 11 de junio se informa de 72 personas damnificadas correspondientes a 19 viviendas con daño mayor producto de los anegamientos en el sector sur de la ciudad.
En la comuna de Palmilla el 11 de junio se suspenden las clases en la Escuela El Olmo del homónimo sector.
En la comuna de Santa Cruz el 11 de junio se suspenden las clases en el colegio María Victoria Araya Valdés y en el Liceo Politécnico Santa Cruz de la capital comunal por inundaciones. El 12 de junio el municipio informa de 2 albergados; se suspenden las clases en la escuela La Finca.
En Lolol el 11 de junio el Hospital de Lolol tuvo que ser cerrado por el colapso del alcantarillado y sus 5 hospitalizados fueron trasladados al Hospital de Pichilemu.
En Pichilemu el 3 de junio 6 viviendas resultaron dañadas producto del anegamiento de varios sectores de la ciudad debido al desborde de un canal, además se reportaron otras 36 casas afectadas. El 12 de junio al menos 15 viviendas resultaron gravemente dañadas y otras 32 en menor grado por el anegamiento del sector El Bajo, dejando a 66 personas damnificadas y otras 148 afectadas, en el hecho también se vio afectado un taller mecánico dejando a otras 10 personas como damnificadas laborales; el municipio decidió abrir el Gimnasio Municipal como albergue para los afectados.
La comuna de Navidad registró un corte general de energía eléctrica el 3 de junio durante gran parte del día. El 11 de junio se reportó a 5 personas aisladas producto de la crecida de un estero en el sector Los Maitenes. El 12 de junio se suspenden las clases en la comuna.
En la comuna de Paredones, el 6 de junio en el sector de Bucalemu se registran 12 personas damnificadas producto del anegamiento de las 3 viviendas que estos habitaban.
En la comuna de Litueche el 12 de junio el municipio informa de interrupciones en las rutas por derrumbes menores.

### Región del Maule
En la comuna de Talca el 3 de junio se registraron cortes de energía eléctrica en distintos puntos.
En la comuna de San Clemente el Pehuenche se encuentra cerrado desde el día 3 de junio debido a las fuertes nevazoones; ese mismo día varios sectores de la comuna sufrieron apagones de energía eléctrica. El 5 de junio se reabre el Paso Pehuenche, cerrado el 6 de junio.
En la comuna de Constitución se registraron corte de electricidad el día 3 de junio, principalmente en la ciudad homónima.
En la ciudad de Curicó de la comuna homónima, el 3 de junio se cerró el tránsito vehicular en el paso nivel Freire debido a la completa inundación de este. El 6 de junio se reportó un corte de electricidad en el sector norte de la comuna.
En la comuna de Maule el 10 de junio se informa de 5 albergados en la Villa Francia de la ciudad de Talca producto del anegamiento de las calles. El 11 de junio el municipio habilita un albergue en el cual se registran a 7 albergados.
En la comuna de Romeral el 3 de junio se procedió a cerrar el Paso Vergara que une Chile y Argentina producto de las fuertes nevadas, reabierto el 5 de junio por el día. El día 6 de junio la municipalidad informó de cortes de electricidad en diferentes sectores de la comuna.
En la comuna de Hualañé el 3 de junio la municipalidad informó que 4 viviendas fueron dañadas debido al anegamiento en la Villa Los Jardines y en la Población El Porvenir de la capital comunal, la situación fue controlada por el personal de la municipalidad en pocas horas. El 6 de junio se informó de cortes de electricidad en diversos sectores de la comuna. El 11 de junio en los sectores de Barba Rubia y Los Coipos se encontraban 80 personas aisladas producto de las crecidas de los esteros locales.
La comuna de Vichuquén se mantuvo con un corte de electricidad durante todo el día 3 de junio. El 11 de junio el municipio habilita un albergue. El 13 de junio debido a los anegamientos de las calles y rutas de la comuna la ONEMI declara "Alerta Amarilla" hasta que las condiciones así lo ameriten.
En la comuna de Licantén el 4 de junio durante la madrugada se registraron cortes de energía eléctrica en varios sectores.
En la comuna de Molina el 6 de junio se reportaron cortes de luz en diferentes sectores.
En la comuna de Teno el 6 de junio se informó de un corte general de electricidad en toda la comuna, afectando a cerca de 30.000 personas
En la comuna de Sagrada Familia el 6 de junio se reportó un corte general de energía eléctrica.
En la comuna de Rauco el 8 de junio se registra 1 vivienda con graves daños convirtiéndola en inhabitable producto de angemientos dejando a 3 personas damnificadas.
En la comuna de Linares el día 4 de junio se registraron diversos cortes de luz en algunos sectores.
En la comuna de Yerbas Buenas los días 3 y 4 de junio se registraron apagones en distintos sectores de la comuna.
En la comuna de San Javier se registraron apagones en varios sectores los días 3 y 4 de junio.
En la comuna de Longaví la municipalidad informó del corte general de energía eléctrica en toda la comuna los días 3 y 4 de junio.
La comuna de Parral los días 3 y 4 de junio registró cortes de electricidad en toda la zona oriente de dicho municipio. El 5 de junio se registraron corte de electricidad en algunos sectores de la comuna.
En la comuna de Villa Alegre el 4 de junio se reportó el corte de electricidad en diferentes localidades rurales.
En Colbún el 4 de junio se registró un corte de energía eléctrica en diversos puntos de la zona oriente.

### Región del Biobío
Según la ONEMI, al día 7 de junio en toda la región se reportan 2444 personas damnificadas, 156 albergadas y 6.900 aisladas principalmente en la zona cordillerna de la región. En materia de viviendas, se contabilizan 3 casas destruidas, 106 gravemente dañadas y 724 con afectadas en menor medida. A las 23:30 horas solo se registraban 649 personas sin energía eléctrica, cerca de 3400 personas; sin embargo alrededor de 1.580.000 personas se han visto afectadas por el corte de electricidad en algún momento del temporal.
En el Gran Concepción se vivieron anegamientos de calles y cortes de energía eléctrica en diversos sectores y comunas, cabe destacar lo ocurrido en gran parte del área metropolitana durante la noche del 10 de junio cuando la gran cantidad de agua lluvia caída en pocas horas colapsó las calles y avenidas de la ciudad haciéndolas intransitables. En el centro de la ciudad, el 3 de junio, se registran viviendas y locales comerciales dañados por la voladura de sus techos, además se suspendieron las clases en el Liceo Lorenzo Arenas por filtraciones aguas lluvias, situación que se mantuvo el día posterior; el 4 de junio durante la madrugada cerca de 25 000 personas sufrieron el corte de energía eléctrica; el 11 de junio se suspenden las clases en toda la comuna debido a la inundación de gran parte de esta; la Laguna Las Tres Pascualas se desborda inundando su área próxima, además por la noche se abren 3 albergues para las personas en situación de calle y los damnificados.. En la comuna de Tomé el 3 de junio al menos 39 500 personas sufrieron el corte de electricidad en gran parte de la comuna; el 4 de junio se prohíbe la navegación a todo tipo de embarcaciones; el 6 de junio se informa de 1 vivienda con graves daños producto del deslizamiento de tierras dejando a 6 personas damnificadas. En la comuna de Lota el 3 de junio se registró un apagón de electricidad durante gran parte de la tarde; el 4 de junio se prohíbe la navegación a todo tipo de embarcaciones. En la comuna de Talcahuano el 3 de junio se registraban alrededor de 300 viviendas con daños producto de la voladura de techumbres, y 5 vehículos dañados por la caída de estos sobre ellos; en el cerro Zaror, el deslizamiento de tierra ocurrido en este dañó una vivienda dejando 5 damnificados quienes fueron rescatados por el personal municipal; también se registran 12 establecimientos educacionales dañados por la filtración de aguas lluvias; el 4 de junio se prohíbe la navegación a todo tipo de embarcaciones; el 11 de junio debido a las inundaciones en gran parte de la comuna se decide suspender las clases. En la comuna de Penco el 3 de junio se suspendieron las clases en las escuelas "Italia" y "Ríos de Chile" debido al anegamiento, tanto en el exterior como en el interior de estos; el 4 de junio se prohíbe la navegación a todo tipo de embarcaciones. En Coronel el 4 de junio se prohíbe la navegación para todo tipo de embarcaciones. En la comuna de Hualpén el 11 de junio se suspenden las clases en toda la comuna producto de la grave inundación de esta. En la comuna de Chiguayante el 11 de junio se suspenden las clases debido a las inundaciones de la ciudad.
En Dichato el 5 de junio se reportó 1 vivienda destruida debido al deslizamiento de tierra dejando a 6 personas damnificadas y albergadas en la "Sede Comunitaria Los Sauces de Dichato".
En la comuna de Florida el 3 de junio durante la madrugada se informó de alrededor de 8000 personas sin suministro eléctrico debido a una falla en el alimentador Cabrero - Bulnes.
En la ciudad del Chillán el 6 de junio se informan de cortes de generales de energía eléctrica en las comunas de Chillán y Chillán Viejo, lo mismo ocurre la noche del 11 de junio y madrugada del 12 de junio. En la comuna de Chillán el 6 de junio la intersección de las importantes avenidas Bernardo O'Higgins con Ecuador generan graves embotellamientos en ambas vías, lo mismo ocurrió el 8 de junio. El 11 de junio un gigantesco sauce de 15 metros cayó sobre la Avenida Ecuador cortando el tránsito vehicular en la calzada norte de la vía; durante la noche, un letrero publicitario en instalación cayó sobre la calle Ejército Chileno en la población Bartolucci; 12 viviendas de la intersección de la Avenida Padre Hurtado con Manuel Rodríguez se vieron afectadas por el anegamiento de las calles. En la comuna de Chillán Viejo el 11 de junio en el sector El Quillay el desborde de un canal de regadío inundó 12 viviendas hasta con 40 centímetros de agua.
En Cachapoal el día 3 de junio se registró un corte general de electricidad afectando a cerca de 3200 habitantes; se registra el aislamiento de 12 personas en el sector Las Tomas y del anegamiento de los sectores Villa Los Andes, Cachapoal Oriente y el sector Centro del pueblo. El 6 de junio comienza a nevar en toda la localidad. El 8 de junio 6 viviendas son afectadas por el desborde de un estero sin nombre, 1 de ellas en grave situación, además cerca de 500 personas quedan en condición de aislada o semiaislada producto de este evento, gran parte de la localidad se ve afectada por la inundación provocada del desborde, principalmente las calles Víctor Tapia, Avenida Torres del Paine y Avenida Independencia, la principal vía de la localidad.
En la comuna de San Fabián el 3 de junio se reportó el corte de energía eléctrica en toda la comuna. El 6 de junio comienza a caer nieve en toda la comuna. El 11 de junio los sectores de El Roble, Quebrada Oscura, Los Sauces, Pichirincón y Chacayal quedaron completamente aislados producto de la cantidad de nieve caída dejando a unas 310 personas incomunicadas.
En la comuna de Cobquecura el 4 de junio se prohíbe la navegación de todo tipo de embarcaciones.
En la comuna de Treguaco el 4 de junio se prohíbe la navegación de todo tipo de embarcaciones.
En la comuna de Coelemu el 4 de junio se prohíbe la navegación de todo tipo de embarcaciones.
En la comuna de Ninhue el 10 de junio la caída de un puente deja totalmente aisladas a 140 personas del sector "La Quinta"; por otro lado el Puente Guape que une las localidades de El Rincón y Piedras Blancas quedó totalmente destruido con el aumento del caudal. Para el 11 de junio el número de aislados aumentó a 200 personas.
En la comuna de Pinto el 10 de junio una avalancha corta la Ruta N-55 que une la ciudad de Pinto con las Termas de Chillán dejando a más de un centenar de personas aisladas en dicho recinto, situación mejorada el 11 de junio.
En la comuna de Yungay el 10 de junio se registran 140 personas aisladas en los sectores cordilleranos de la comuna. El 11 de junio se suspendieron las clases hasta el 16 de junio en la escuela El Avellano, gravemente afectada por la nieve
En la comuna de Quillón los días 10 y 11 de junio se registraron, al menos, 8 accidentes de tránsito relacionados al temporal, 17 personas fueron trasladadas al Hospital Clínico Herminda Martin de Chillán.
En la comuna de Coihueco el 9 de junio 302 personas son afectadas por la crecida de un estero. El 11 de junio se reportó a 200 personas aisladas en los sectores cordilleranos; además el municipio abre un albergue para los afectados.
En la comuna de El Carmen el 11 de junio se evacuan a 193 personas debido a los anegamientos, por lo que el municipio decide abrir un albergue.
En la comuna de Pemuco el 11 de junio el municipio reportó a 212 personas aisladas producto de las nevadas.
En Los Ángeles el día 3 de junio se registró un corte general de energía que afectó a varios sectores del comuna, principalmente del sector oriente. El día 4 de junio, debido al mal estado de las calles de la Villa Génesis de la ciudad el anegamiento complicó el traslado de vecinos hacia otros sectores.
En la comuna de Mulchén el día 3 de junio se registró un corte general de energía eléctrica en gran parte de la comuna.
En la comuna de Santa Bárbara el día 3 de junio se registró un apagón total de electricidad.
En la comuna de Quilaco el día 3 de junio se registró un apagón total en toda la comuna.
En la comuna de San Rosendo el 3 de junio durante la noche se reportaron 3 viviendas destruidas, otras 4 con graves daños y 16 más dañadas moderadamente producto del deslizamiento de tierras, el hecho dejó a 25 personas damnificadas y 115 afectados.
En la comuna de Antuco el 2 de junio se procede a cerrar el Paso Pichachén, reabierto de manera parcial el 5 de junio.
En la comuna de Alto Biobío el 6 de junio se reportan 32 personas albergadas debido a los anegamientos que afectaron a sus domicilios. El 7 de junio la ONEMI informó que alrededor de 6.000 personas se encontraban aisladas en los sectores más altos de la comuna debido a las fuertes nevadas obstaculizando la Ruta Q-689. Para el 10 de junio a las 02:00 de la madrugada la ONEMI informaba de 1.700 personas aisladas producto del corte de la nombrada ruta. El 12 de junio se decide suspender las clases en toda la comuna.
En la comuna de Tucapel el 7 de junio varias familias quedan completamente aisladas debido a las nevazones en la zona cordillerana.
En la comuna de Negrete el 12 de junio el municipio decide suspender las clases por la gran cantidad de lluvia caída.
En Lebu el 2 de junio se reportó la inundación del primer piso del Hospital Santa Isabel tras el desborde de los canales aledaños, situación que duró hasta el día siguiente; la municipalidad decidió suspender las clases en toda la comuna. Para el 3 de junio la municipalidad local informaba de, al menos, 150 viviendas con daños producto de los anegamientos de las poblaciones Isabel Riquelme, Esmeralda, José Miguel Riquelme y el sector Antiguo Muelle Fluvial afectando a 1.545 personas. El 4 de junio se prohíbe la navegación de todo tipo de embarcaciones; por otro lado el Hospital Santa Isabel funciona normalmente ese día gracias a esfuerzos de diferentes instituciones gubernamentales. El 5 de junio se normalizan las clases en la comuna. El 7 de junio cerca de 150 personas quedan aisladas producto de desbordes en toda la comuna. El 12 de junio se suspenden nuevamente las clases en la comuna.
En la isla Mocha el 11 de junio se producen anegamientos en toda el área habitada provocando cortes de calles y caminos, también se mantiene cortada la ruta de la isla hacia el continente; se suspenden las clases en toda la isla. El 17 de junio se restablecen las comunicaciones entre la isla y el continente.
En la comuna de Curanilahue, en la ciudad homónima el día 3 de junio se suspendieron las clases de manera indefinida del Liceo Mariano Latorre, recientemente inaugurado y calificado como uno de los más modernos del país, ese día por la noche se registra un apagón general de energía en toda la comuna.
En la comuna de Cañete se registra un apagón de electricidad el 3 de junio. El 4 de junio se prohíbe la navegación de todo tipo de embarcaciones.
En la comuna de Los Álamos el día 3 de junio se notifica un corte general de electricidad que se extendió por varias horas hasta la madrugada del día siguiente. El 4 de junio se prohíbe la navegación de todo tipo de embarcaciones.
En la comuna de Tirúa se registró un corte general de energía eléctrica el día 3 de junio, el apagón se extendió por más de 15 horas hasta la madrugada del día siguiente. El 4 de junio se prohíbe la navegación de todo tipo de embarcaciones.
En la comuna de Arauco el día 3 de junio diversos sectores sufrieron un apagón eléctrico que se extendió por varias horas. El día 4 de junio se prohíbe la navegación de todo tipo de embarcaciones.
En la comuna de Contulmo el 3 de junio se registró el apagón total de electricidad en toda la comuna.

### Región de la Araucanía
Según la ONEMI, el día 7 de junio a las 23:30 horas se reportaban 3.250 personas aisladas y otras 19.300 sin suministro eléctrico.
En la ciudad de Temuco el 3 de junio se registró el anegamiento del sector San Antonio, de la comuna de Temuco, dañando 12 viviendas según informes preliminares.
En la localidad de Puerto Saavedra, de la comuna de Saavedra, el 2 de junio el hogar de menores "Tañi Ruka" resultó inundado teniendo que trasladar a todos los niños al hogar "Newen Domo" de la ciudad de Lautaro.
La comuna de Cunco se ve afectada por la nieve desde el 3 de junio, lo que provoca cortes de energía eléctrica en todo el lugar. El 5 de junio se reportan cortes de electricidad en algunos sectores cordilleranos, situación que se mantuvo el día siguiente. El 7 de junio el sector oriente de la comuna queda completamente aislado del resto del país producto de la nieve caída. El 9 de junio se decreta "Emergencia Agrícola" en toda la comuna. El 11 de junio se registran 3 damnificados producto del colapso de uno de los muros de su vivienda.
En la comuna de Melipeuco se registran nevazones desde el 2 de junio. Desde el 3 de junio la nieve provoca el corte de energía eléctrica en toda la ciudad, que más tarde afectaría a toda la comuna. El 5 de junio se reportan cortes de electricidad en sectores cordilleranos de la comuna, situación que se mantuvo el día siguiente. El 6 de junio se informa de 418 personas aisladas en los sectores de Casa Blanca, Cherquén Alto, Huechelepún, Legnay, Loncotrique y Moluco producto de la nieve caída. El 7 de junio toda la zona oriente de la comuna se encuentra aislada del resto del país por la nieve caída sobre la Ruta S-61. El 9 de junio se decreta "Emergencia Agrícola" en toda la comuna.
En la comuna de Curarrehue el 6 de junio la cantidad de nieve caída comienza a generar cortes de caminos aislando a la población; se produce un corte general de energía eléctrica en toda la comuna. El 7 de junio la Municipalidad comienza a informar del aislamiento de localidades rurales producto de la nieve caída sobre la Ruta S-965. El 9 de junio se decreta "Emergencia Agrícola" en toda la comuna.
En la comuna de Pucón el 6 de junio la cantidad de nieve caída comienza a generar problemas de conectividad aislando a los habitantes. El 7 de junio se informa de 300 personas aisladas por la nieve caída. El 9 de junio se decreta "Emergencia Agrícola" en toda la comuna.
En la comuna de Galvarino el 7 de junio decenas de personas de localidades rurales comienzan a quedar aisladas por las nevadas.
En la comuna de Loncoche el 7 de junio comienzan a aislarse sectores rurales producto de la caída de nieve dificultando el paso por los caminos.
En la comuna de Carahue el 9 de junio se decreta "Emergencia Agrícola" en toda la comuna.
En la comuna de Vilcún el 9 de junio se decreta "Emergencia Agrícola" en toda la comuna.
En la comuna de Villarrica el 9 de junio se decreta "Emergencia Agrícola" en toda la comuna.
En la comuna de Angol el 7 de junio Carabineros informa de 2 personas atrapadas al interior de su vehículo en el sector Las Antenas producto de la gran cantidad de nieve caída, ambos fueron rescatados y enviados al Hospital de Angol; este mismo día decenas de personas de localidades rurales comienzan a quedar aisladas producto de las intensas nevadas. El 9 de junio se decreta "Emergencia Agrícola" en toda la comuna.
En la comuna de Curacautín el día 3 de junio debido a las nevazones se corta el tránsito vehicular de la ruta 181 durante gran parte del día. El 5 de junio se reportan cortes de suministro eléctrico en gran parte de la comuna, situación que se mantuvo el día siguiente. El 9 de junio se decreta "Emergencia Agrícola" en toda la comuna.
En la comuna de Lonquimay el 2 de junio cierran los pasos Pino Hachado e Icalma. Desde el 3 de junio se registran fuertes nevazones, lo que además provoca un corte de energía en gran parte de la comuna, además se mantiene cortado el tránsito por la ruta 181 hasta el día siguiente. El 5 de junio se informa de un corte general de electricidad en toda la comuna. El 6 de junio la cantidad de nieve caída comienza a generar fallas en la conectividad; la electricidad aún no regresaba en gran parte de la comuna dejando alrededor de 8.230 afectados. El 7 de junio se informa del aislamiento de, al menos, 500 personas en la comuna debido a la nieve caída. Para el 9 de junio se encontraban totalmente cerradas las rutas R-941 y R-895 por la cantidad de nieve caída en ellas. El 9 de junio se decreta "Emergencia Agrícola" en toda la comuna. El 12 de junio la ONEMI declara a toda la comuna en "Alerta Roja" por las consecuencias que se observan por las nevadas Para el 13 de junio se estimaban en 1.744 las personas aisladas.
En la comuna de Collipulli el 7 de junio se comienzan a registrar personas aisladas por las nevadas afectando el paso de vehículos por la Ruta R-49. El 9 de junio se decreta "Emergencia Agrícola" en toda la comuna.
En la comuna de Renaico el 7 de junio se comienzan a registrar personas aisladas por las nevadas.
En la comuna de Los Sauces el 9 de junio se decreta "Emergencia Agrícola" en toda la comuna.
En la comuna de Lumaco el 9 de junio se decreta "Emergencia Agrícola" en toda la comuna.
En la comuna de Purén el 9 de junio se decreta "Emergencia Agrícola" en toda la comuna.

### Región de los Ríos
En la comuna de Valdivia el 2 de junio un corte de suministros eléctrico afectó a más de 34.000 personas. El 3 de junio durante la madrugada se registró un desprendimiento de terreno en la Av. Ecuador de la ciudad la cual provocó daños en 1 vivienda; 1 vivienda anegada en el sector de Las Ánimas; y el corte de energía eléctrica en algunos sectores; en la Ruta T-204 se registra el corte del tránsito vehicular producto del deslizamiento de tierra en el kilómetro 7, la carretera fue abierta horas más tarde. El 12 de junio un desplazamiento de tierra en masa en el sector Los Molinos destruye 1 vivienda y afecta otras 4 dejando a 22 personas damnificadas.
En la costera localidad de Niebla los habitantes fueron sorprendidos con la caída de nieve, hecho que no ocurría desde 1995.
En la comuna de Panguipulli un corte de electricidad afectó a más de 11.500 personas el día 2 de junio; el día 3 de junio se mantuvo el corte de energía eléctrica durante la madrugada para gran parte de la comuna. Entre los días 2 y 4 de junio se mantuvo cerrado el Paso Huahum. El 7 de junio se corta el tránsito en la Ruta 203 entre el sector de Neltume y Puerto Fuy por la cantidad de nieve caída en el sector. Entre el 8 de junio y el 11 de junio se mantuvo nuevamente cerrado el Paso Huahum. El 10 de junio se informaba de cortes menores de electricidad en algunas viviendas.
En la localidad de Corral el 2 de junio se registraron voladuras de techumbres en 4 viviendas; durante la madrugada se registraron cortes de energía eléctrica en toda la comuna. El 9 de junio se informa de 1 vivienda gravemente dañada producto de las fuertes lluvias.
En la comuna de Mariquina se registraron cortes de energía eléctrica durante la madrugada del día 3 de junio. La madrugada del 10 de junio se registraban cortes parciales de electricidad.
En la comuna de Máfil el 10 de junio se reportaron cortes menores de electricidad.
En la comuna de La Unión el 3 de junio durante la madrugada se registraron cortes de energía eléctrica. El 7 de junio debido al aumento del caudal del río Bueno se cierra la balsa que une las localidades de Puerto Nuevo con Puerto Lapi, en la comuna de Lago Ranco.
En la comuna de Río Bueno la madrugada del 3 de junio se registraron cortes de energía eléctrica.
En la comuna de Lago Ranco el 7 de junio se cierra la balsa que une la localidad de Puerto Lapi con la de Puerto Nuevo en la comuna de La Unión, al otro lado del río Bueno.

### Región de los Lagos
Según la ONEMI, el 7 de junio a las 23:30 horas se registraban 1.144 personas damnificadas, 58 personas albergadas y 72 aisladas producto de desbordes de causes de agua principalmente. En infraestructura se registran 9 viviendas totalmente destruidas, 309 con daño mayor y otras 564 con daños menores. El 10 de junio se suspenden las clases en toda la región.
En la comuna de Puerto Montt el día 1 de junio un árbol cae sobre una vivienda dañándola de manera moderada, además se registraron la voladura de techumbres de 13 viviendas; durante la madrugada se mantuvo un corte de electricidad afectando a 48.362 clientes, alrededor de 194.000 personas en toda la ciudad. El 2 de junio 1 vivienda del sector Alerce Sur sufrió el colapso de su techo, en tanto, otra vivienda del sector Lagunitas quedó sumergida por las inundaciones; además el desborde del río negro causó el aislamiento de 10 familias, 43 personas; en el sector de Chinquihue un deslizamiento de tierra mantuvo la ruta cortada; se cerró el puerto para todo tipo de embarcaciones; se desbordó el río Negro el sector Alerce Sur provocando daños menores en 250 viviendas; en materia educacional, la municipalidad decide suspender las clases de forma indefinida. El día 3 de junio se registró un pequeño aluvión en la tarde que destruyó 3 viviendas en el sector Chiquihue dejando a 13 personas damnificadas; en el sector Alerce Sur, el desborde del río Negro aún daña algunas viviendas. El 4 de junio se informa de 250 viviendas con daños debido al desborde del río Negro en el sector Alerce Sur, dejando a 146 personas damnificadas, otras 46 albergadas, 146 evacuadas y 765 afectadas. El 9 de junio se declara "Estado de Catástrofe" en toda la provincia. El 10 de junio se evacuan a 157 personas de sus viviendas debido a probables deslizamientos de tierra.
En la comuna de Puerto Varas el día 1 de junio se registraron 4 heridos producto de la caída de un árbol sobre un vehículo en movimiento en la Av. Los Colonos de la ciudad. Por otro lado se mantuvo cortada la Ruta V-505 en dirección de la ciudad al sector de Los Alereces, esto también se debió a la caída de un árbol. El 2 de junio los sectores de Población Mirador y Línea Férrea sufrieron de anegamientos, 32 viviendas sufrieron el ingreso del agua; este mismo día la municipalidad deciden suspender la clases de forma indefinida, lo mismo ocurrió en el sector de Nueva Braunau. Para el día 3 de junio se mantenía anegado el sector de Nueva Braunau, por lo cual varias viviendas quedaron dañadas; además se informó de daños a un hotel y cabañas debido a las inundaciones, la misma razón mantuvo cerrado el terminal de buses Tur Bus de la ciudad. El 4 de junio se informa de 7 personas damnificadas debido a la inundación de 3 viviendas. El 9 de junio se declara "Estado de Catástrofe" en toda la provincia.
En la comuna de Frutillar el día 1 de junio se mantuvo cortada la ruta que une Frutillar Bajo con la ciudad de Llanquihue producto de la caída de un árbol. El día 2 de junio la municipalidad informó de 5 viviendas inundadas en toda la comuna; se corta el tránsito en el Puente "El Burro" debido al aumento del caudal del río Pescado; ese mismo día cerca de las 23:30 horas el "Hotel Frutillar" quedó gravemente dañado producto del desprendimiento de tierra de un cerro vecinos, en el hecho quedaron atrapadas 6 personas, 4 lograron escapar y 2 turistas de nacionalidad Argentina fueron rescatados de entre los escombros y la tierra tras 4 horas de trabajo. El día 3 de junio un camión perdió el control y terminó al interior del lago Llanquihue, el conductor salió ileso. El 9 de junio se declara "Estado de Catástrofe" en toda la provincia.
En la comuna de Calbuco, el día 1 de junio se produjo el desprendimiento total de la techumbre de una vivienda en la población IV Centenario de la ciudad de Calbuco. El 2 de junio el Hospital de Calbuco se mantuvo sin electricidad producto de la caída de un muro, hecho que se mantuvo hasta las primeras horas del día siguiente; se registran anegamientos en el sector Panitao el cual ocasionó daños en 2 viviendas, y un deslizamiento de tierra en el sector Punta Llahuecha con daños a un galpón; debido a los anegamientos en toda la comuna, la municipalidad decide cancelar las clases hasta nuevo aviso. El 5 de junio la municipalidad informó de 1 vivienda con graves daños no habitable dejando a 6 personas damnificadas. El 9 de junio se declara "Estado de Catástrofe" en toda la provincia. El 12 de junio se reportaron 3 viviendas completamente destruidas por los anegamientos.
En la comuna de Los Muermos el 2 de junio el sector bajo de la localidad de Los Muermos se encuentra inundado, incluyendo la municipalidad hasta la madrugada del 3 de junio. El 4 de junio debido al continuo y gran anegamiento del sector bajo, se evacúan a 7 personas hacia 2 sedes comunitarias "Villa Oriente" y "El Esfeurzo". El 9 de junio se declara "Estado de Catástrofe" en toda la provincia.
En la comuna de Llanquihue el 2 de junio se procedió a cerrar el acceso sur a la capital de la comuna por varias horas debido al desborde de un canal vecino. El día 3 de junio la municipalidad informada de 4 sectores completamente anegados correspondientes a Los Pinos, Los Robles, Población La Laguna y Villa Palena, en total 53 viviendas con daños de diversa consideración. El 4 de junio se informa de 50 personas damnificadas y 50 evacuadas de los sectores afectados por los anegamientos. El 5 de junio se reporta 1 vivienda con graves daños; la Municipalidad procede a suspender las clases de forma indefinida. El 9 de junio se declara "Estado de Catástrofe" en toda la provincia.
En la comuna de Maullín el 3 de junio se informa de 8 viviendas con daños mayores no habitables producto del anegamiento arrojando un saldo de 30 damnificados y 12 evacuados; así mismo las zonas más afectadas por estos son la capital comunal y la localidad de Carelmapu, además de zonas rurales aledañas. El 9 de junio se declara "Estado de Catástrofe" en toda la provincia.
En la comuna de Fresia el 9 de junio los desbordes de los ríos que atraviesan la comuna se procedió a cerrar las rutas V-230, V-320 y V-442 incomunicando a los sectores de Esperanza, Jardín, Ñapeco, Peuchén, y Repil; ese mismo día se declara "Estado de Catástrofe" en toda la provincia.
En la comuna de Cochamó el 9 de junio se declara "Estado de Catástrofe" en toda la provincia.
En la ciudad de Osorno el 2 de junio se cerró el cruce de las rutas U--55-V y U-99-V debido al anegamiento del sector, en el camino a Tril Tril se mantuvo cortado debido al desprendimiento de una ladera sobre la carretera, situación que se mantuvo durante todo el día 3 de junio; debido a las lluvias, la municipalidad decide suspender las clases. El 3 de junio el desborde del río Rahue provoca daños en viviendas registrándose 23 personas albergadas en la escuela Lago Rupanco y el Centro Cultural Francke. El 4 de junio la cifra de albergados aumenta a 53 personas por el desborde del río; además la municipalidad procede a cerrar de manera indefinida el puente colgante que cruza el río Rahue, y que une los sectores de Rahue con Ovejería en dicha ciudad, el cierre se estableció en horas de la mañana y se debió al gran caudal del río. Así mismo, se informó que en el río Damas, que también cruza la ciudad, cerca de 20 casas fueron dañadas levemente por el ingreso del agua a raíz del desborde de este. El 9 de junio se decreta "Estado de Catástrofe" en toda la provincia.
En Río Negro el día 2 de junio se informa que la crecida del río Forrahue que cruza la capital de dicha comuna se desbordó inundando 527 viviendas en horas de la tarde, 5 de ellas totalmente destruida, 283 gravemente dañadas, al menos 987 personas damnificadas, 720 evacuados y otras 1.086 afectadas, la empresa SAESA procedió a cortar la electricidad en toda la comuna para evitar otros problemas derivados producto del desborde. Finalmente el día 4 de junio el agua comenzó a bajar dejando el área inundada accesible pero con graves daños; el alcalde Carlos Schwalm destinó recursos de la municipaldiad para la compra de productos antibacteriales para desinfectar los hogares, que también fueron afectados por aguas servidas, por otro lado el departamento de salud municipal inició una campaña de vacunación de todos los vecinos afectados por la probable aparición de bacterias mientras limpian sus hogares, además iniciaron la entrega gratuita de medicamentos perdidos durante la inundación. El 9 de junio se decreta "Estado de Catástrofe" en toda la provincia. El 10 de junio se evacuan a 50 personas de sus viviendas debido a los probables deslizamientos de tierra. El 12 de junio durante la madrugada personal estatal procedió a evacuar a 30 familias de la calle Punta Arenas debido a la crecida del río Negro Chahuilco.
En la comuna de Purranque el 2 de junio el río Aromo se salió de su curso normal aislando a 15 personas. El 3 de junio se informa de 9 viviendas con daños mayores, y otras 36 con daños menores dejando un saldo de 37 damnificados, 21 de ellos refugiados en la Sede Comunitaria Vecinal, además se mantiene la situación de las 15 personas aisladas producto de desborde del nombrado río. El 9 de junio se decreta "Estado de Catástrofe" en toda la provincia. El 10 de junio se procede a evacuar a 61 personas de sus viviendas por probables deslizamientos de tierra.
En la comuna de Puerto Octay el 2 de junio 7 viviendas fueron inundadas producto del desborde del río Paullín, la ruta que une esta localidad con Frutillar se mantuvo cerrada por horas debido a un derrumbe de tierra. El 6 de junio la municipalidad reporta 10 viviendas con graves daños y otras 26 con daños menores debido a los anegamientos dejando un saldo de 52 personas damnificadas y 119 afetcados. El 9 de junio se decreta "Estado de Catástrofe" en toda la provincia.
En la comuna de San Pablo el 2 de junio se interrumpió el tránsito en el camino San Pablo - Trumano y hacia Santa Rosa producto de la caída de árboles. El 9 de junio se decreta "Estado de Catástrofe" en toda la provincia.
En la comuna de San Juan de la Costa el 2 de junio 51 personas se encuentran aisladas producto del deslizamiento de tierra en el sector Caleta El Manzano, situación que continuó durante el día siguiente; la escuela rural Bahía Mansa sufrió la pérdida de su techo ocasionando la suspensión de clases. El 3 de junio la municipalidad reporta 15 viviendas con daños en sus techumbres en el sector de Bahía Mansa; en la Sede de Pescadores de Pucatrihue se registraron daños menores. El 4 de junio se reportan 8 damnificados y 2 viviendas gravemente dañadas, también se registran daños en la sede de los pescadores de Pucatrihue; se mantienen aisladas las 10 familias del sector El Manzano. El 5 de junio se restablece la comunicación con las 51 personas de Caleta El Manzano. El 9 de junio se decreta "Estado de Catástrofe" en toda la provincia.
En la comuna de Puyehue el 9 de junio se decreta "Estado de Catástrofe" en toda la provincia.
En la comuna de Entre Lagos el 1 de junio se procede a cerrar el Paso Cardenal Antonio Samoré, reabierto el día 4 de junio.
En la comuna de Castro el día 1 de junio se mantuvo se registró el anegamiento de 6 viviendas en la población Salvador Allende de la ciudad. El 2 de junio se informa del anegamiento total de los sectores Las Chacras y la Población Salvador Allende. El 3 de junio se informa de 1 vivienda completamente dañada en el sector Las Chacras por el anegamiento. El 5 de junio se reportaron 24 personas afectadas producto de los anegamientos. El 9 de junio se declara "Estado de Catástrofe" en toda la provincia.
En la comuna de Ancud el día 1 de junio se registraron 30 viviendas con daños en sus techumbres producto del viento, 2.058 clientes, alrededor de 8.200 personas, se vieron afectados con cortes de electricidad; en el sector de Mechaico se mantuvo cortada la carretera Panamericana producto de la caída de un árbol. El 2 de junio 1 vivienda resultó dañada producto del deslizamiento de tierra en el sector Pudeto Bajo, se registraron 3 damnificados. El día 3 de junio se informó de 1 vivienda destruida, 15 dañadas, 3 damnificados y 3 evacuados producto del temporal. El 9 de junio se declara "Estado de Catástrofe" en toda la provincia.
En Dalcahue el día 1 de junio se mantuvieron cortadas las rutas que unen la ciudad con Macopulli y Tenaún producto de la caída de árboles y 5 viviendas con voladuras de techumbres. El 3 de junio la municipalidad informa de 1 vivienda destruida, y otras 2 con daños menores producto de las lluvias, en consecuencia se registran 4 damnificados. El 4 de junio se reporta de la evacuación de 12 personas debido a los anegamientos. El 9 de junio se declara "Estado de Catástrofe" en toda la provincia.
En la comuna de Puqueldón el 2 de junio se produjo un socavón en la Ruta W-637 en el sector El Cortado; la totalidad de la comuna sufrió el corte general de energía eléctrica. El 3 de junio se informó de 440 personas aisladas sin conectividad terrestre situación resuelta el día 4 de junio. El 9 de junio se declara "Estado de Catástrofe" en toda la provincia.
En la comuna de Quellón desde el 2 de junio hasta la madrugada del 4 de junio se mantuvo cortado el tránsito en diversos puntos de la comuna así como en la ciudad producto de anegamientos, socavones y deslizamientos de tierra, los caminos correspondían a Candelaria - Oqueldán y Quellón - Chalidad. El 9 de junio se declara "Estado de Catástrofe" en toda la provincia.
En Chonchi el 2 de junio se registró 1 vivienda con daño menor producto del deslizamiento de tierra. EL 3 de junio se registra una vivienda gravemente dañada por el agua dejando 3 personas damnificadas. El 9 de junio se declara "Estado de Catástrofe" en toda la provincia.
En la comuna de Quemchi el día 2 de junio se informó de 1 familia aislada tras el aumento del río Lluco. El 9 de junio se declara "Estado de Catástrofe" en toda la provincia.
En la comuna de Curaco de Vélez el 9 de junio se declara "Estado de Catástrofe" en toda la provincia.
En la comuna de Quinchao el 9 de junio se declara "Estado de Catástrofe" en toda la provincia.
En la comuna de Queilén el 9 de junio se declara "Estado de Catástrofe" en toda la provincia.
En la comuna de Chaitén el día 1 de junio se mantuvo cortada la Carretera Austral en el kilómetros 167 producto, sector de Lago Blanco que une Chaitén con la Caleta Gonzalo, producto del deslizamiento del material, la ruta fue reabierta al día siguiente. El día 3 de junio se produjo un corte general de energía en toda la comuna.
En la comuna de Palena el 1 de junio se procede a cerrar el Paso Palena que comunica el país con Argentina. El día 2 de junio se informó del corte de la Ruta 235 producto del desborde de los ríos Tranquilo y El Malito en los sectores de El Tranquilo y Puerto Ramírez de dicha comuna respectivamente, debido a esto 1.880 personas se mantuvieron aisladas por gran parte del día. El día 4 de junio se mantuvieron 80 personas aisladas producto de un deslizamiento de tierra en el sector El Tranquilo; se reabre el Paso Palena de manera momentánea. El 6 de junio se reportan 27 personas sin suministro eléctrico.
En Futaleufú el 1 de junio se informa del cierre del Paso Futaleufú. El 2 de junio se informó del corte de la Ruta 231 en el kilómetro 6, sector Las Escalas, debido al aumento del caudal de un estero; por otro lado la totalidad de la comuna sufrió la caída del servicio de telefonía móvil. El 4 de junio se reabre el Paso Futaleufú.

### Región de Aisén
En la comuna de Coihaique el día 1 de junio se registraron cortes de la Ruta X-55 en los kilómetros 10 y 28, y en el puente Tronador. El 2 de junio se produce un momentáneo corte en el km 38 de la carretera hacia Lago Atravesado provocado por derrumbes; en toda la comuna se mantuvieron cortadas las rutas debido a diversos anegamientos e inusuales crecidas de los ríos y otros cauces de agua. El 3 de junio se mantenían cortadas las rutas X-686, X-608, X-652 y X-550 en los kilómetros 56, 43, 4.5 y 20 respectivamente. El 5 de junio las nevazones comienzan a afectar la conectividad de la población. El 11 de junio se cierra el Puente La Paloma debido a las fuertes nevadas.
En la comuna de Lago Verde el 1 de junio se registró el corte de suministro agua potable en la localidad de El Amengual, 123 habitantes, producto de la destrucción de las tuberías, la Dirección Regional de la ONEMI dispuso de un camión aljibe de 7.000 litros de agua y estanques de 200 litros para repartir entre los habitantes, se suspenden las clases en la localidad; la Ruta X-50 se mantuvo cortada en el sector cruce Calabazas. El 5 de junio las nevazones comienzan a afectar  la conectividad en la comuna. El 6 de junio se restablece el agua potable en la localidad de El Amengual.
En la comuna de Aisén el 1 de junio se registró la inundación de gran parte de la Villa España de la capital comunal, debido a esto, personal municipal y de la ONEMI debieron evacuar el sector y prohibir el tránsito peatonal y vehicular, situación que se mantuvo por varios días hasta el 16 de junio; la Ruta X-25 sufrió el colapso de uno de sus puentes en el sector de La Gloria cortando el tránsito hacia Villa La Tapera. Para el 2 de junio se mantenía la inundación de la Villa España; además se dio a conocer que por daños estructurales a los puentes por las crecidas de los ríos se mantiene cortada la ruta que une Puerto Aisén con Villa Mañihuales, situación que se mantuvo el día 3 de junio. El 5 de junio se comienzan a producir problemas de conectividad producto de las nevazones en la comuna.
En la comuna de Guaitecas el 1 de junio se informó del corte del suministro eléctrico en la totalidad de la localidad de Melinka, situación mantenida hasta el día 3 de junio, en dicha localidad también se registraron viviendas, una escuela, un gimnasio y un salón de eventos con daños menores producto del viento.
En la comuna de Cisnes el día 5 de junio se comienzan a producir problemas de conectividad producto de la nieve.
En la comuna de Chile Chico el 5 de junio se informa de cortes de energía eléctrica en Puerto Bertrand, El Furiosos y Las Horquetas de Mallín; ese mismo día se comienzan a producir problemas de conectividad producto de las nevazones. El 12 de junio se interrumpe el tránsito en la ruta 7 entre Puerto Tranquilo y El Maitén a raíz de un grave derrumbe.
En la comuna de Río Ibáñez el 1 de junio se registró un corte general de electricidad en toda la comuna, además la Carretera Austral se mantuvo cortada en el km 115. debido al arrastre de rocas y árboles. El día 2 de junio se mantenía el corte de electricidad; además se mantuvo cortada la Carretera Austral y la ruta 265 producto de la acumulación de nieve. Para el 3 de junio se manternía el corte general de electricidad en gran parte de la comuna, los sectores afectados eran Río Tranquilo, Puerto Guadal, Puerto Sánchez, Mallín Grande, Fachinal y Bahía Murta; en otras informaciones, la ruta 265 se mantenía cortada producto de la nieve. El 4 de junio se informó de que los sectores Puerto Sánchez y Bahía Murta permanecían sin luz. El 5 de junio la comuna comienza a sufrir problemas de conectividad debido a las nevazones.
En la comuna de Cochrane el día 1 de junio se informó de un corte de electricidad en el sector de Puerto Beltrán, que prosiguió durante el día 2 de junio. El 4 de junio se informó de la continuación del corte de electricidad en el sector de Puerto Beltrán. El 5 de junio se comienzan a producir problemas de conectividad debido a las fuertes nevazones. El 11 de junio se decide cerrar el Paso Roballo producto de las fuertes nevadas.
En la comuna de Tortel el 5 de junio se comienzan a producir problemas de conectividad debido a las fuertes nevazones.
En la comuna de O'Higgins el 5 de junio se comienzan a producir problemas de conectividad debido a las fuertes nevazones.

## Reportes ONEMI
Durante la gran cantidad de días bajo la lluvia, la ONEMI redactó varios informes correspondientes a las siguientes fechas y horas:
- 1 de junio a las 17:26 horas.
- 2 de junio a las 08:56 horas.
- 2 de junio a las 17:25 horas.
- 3 de junio a las 03:28 horas.
- 3 de junio a las 15:05 horas.
- 3 de junio a las 23:57 horas.
- 4 de junio a las 08:30 horas.
- 4 de junio a las 18:51 horas.
- 5 de junio a las 07:30 horas.
- 6 de junio a las 11:50 horas.
- 7 de junio a las 01:32 horas.
- 7 de junio a las 07:45 horas.
- 7 de junio a las 13:20 horas.
- 7 de junio a las 18:20 horas.
- 7 de junio a las 23:30 horas.
- 8 de junio a las 07:30 horas.
- 8 de junio a las 12:30 horas.
- 8 de junio a las 21:00 horas.
- 9 de junio a las 11:00 horas.
- 9 de junio a las 15:55 horas.
- 9 de junio a las 18:30 horas.
- 10 de junio a las 02:00 horas.
- 10 de junio a las 15:00 horas.
- 11 de junio a las 12:00 horas.
- 11 de junio a las 15:00 horas.
- 11 de junio a las 20:00 horas.
- 12 de junio a las 08:00 horas.
- 12 de junio a las 15:00 horas.
- 12 de junio a las 21:00 horas.
- 13 de junio a las 06:00 horas.
- 13 de junio a las 18:30 horas.
- 14 de junio a las 11:20 horas.
- 14 de junio a las 21:00 horas.
- 15 de junio a las 21:00 horas.
- 16 de junio a las 21:48 horas.
- 18 de junio a las 00:30 horas.